# Лупинос Микола Анатолійович
Микола Анатолійович Лупинос (1991—2024) — головний сержант Збройних сил України, кавалер ордену «За мужність» III ступеня

## Життєпис
Народився 19 грудня 1991 в родині  визначного політичного діяча-УНСОвця, дисидента і політв’язня радянських часів Анатолія Лупиноса.  Навчався у військовому училищі імені Богуна, брав активну участь у параді військ з нагоди 17-ї річниці незалежності України. Закінчив Уманський педагогічний інститут, здобувши фах вчителя математики та інформатики.  
Активіст УНА-УНСО. Працював журналістом та фотовідеооператором репортажної зйомки. Мав свій власний ютюбканал "Про Вибори". 
Під час Революції Гідності разом із братом Іваном вирушив до навчального центру, де формувалося добровольче угруповання УНСО. З 2015-го року підписав контракт із ЗСУ та навчився на мінометника. Воював у Луганській та Донецькій областях. З 2015-го року служив в ЗСУ. 
Останні роки проживав із родиною в місті Ладижин на Вінниччині.
Наприкінці 2023 року отримав поранення руки, проходив реабілітацію в Києві. Головний сержант 21-го окремого мотопіхотного батальйону “Сармат”, 56 ОМПБр . 
Отримав поранення 24 серпня 2024 року в ході бойових дій біля міста Часів Яр Бахмутського району Донецької області. 4 вереня 2024 помер в лікарні в місті Дніпро.
Посмертно нагороджений орденом "За мужність" ІІІ ступеня 

## Нагороди
- «Хрест Розвідника» 131 ОРБ
- відзнака «За мужність і вірність» ОМПБ «Сармат 21»
- відзнака-медаль «За особливу службу»
- медаль «За жертовність і любов до України» від УПЦКП
- нагрудний знак «За участь у бойових діях УНСО» ІІ ступеню
- нагрудний знак «Учасник АТО»
- орден "За мужність" ІІІ ступеня (2025) [1]